# 美少年 (酒造)
株式会社美少年（びしょうねん）は、熊本県菊池市に本社を置く日本の醸造企業。

## 概要
2013年8月1日に火の国酒造株式会社から酒造事業の事業譲渡を受け事業開始。
2013年11月23日本社を熊本市南区から菊池市四町分に移転。
『美少年』の銘柄で日本酒を製造・販売するほか、焼酎も製造する。

## 沿革
- 2013年（平成25年）8月1日 - 熊本西税務署より美少年へ酒類製造免許を下付。火の国酒造株式会社（旧社名：美少年酒造株式会社）から事業の全部譲渡を受け酒造事業を開始[2]。
  - 11月23日 - 熊本市南区城南町より菊池市四町分にあった菊池市立水源小学校跡地へ本社を移転[3]。
- 2016年（平成28年）1月25日 - 松本零士がラベルのデザイン監修を行った日本酒3種類を発売[4][5][6][7]。

## 商品

### 日本酒
- 美少年
  - 普通酒
  - 純米酒
  - 純米吟醸酒
  - 大吟醸酒
- 美少年宵美人
  - 普通酒

### 焼酎
- 丸尾（米焼酎）
- 赤阿蘇（芋焼酎）

### 受賞歴
- 2014年4月4日 - 美少年・大吟醸が2014年モンドセレクション・ゴールドメダル受賞。